# アレクサンダー・マレー・オブ・エリバンク

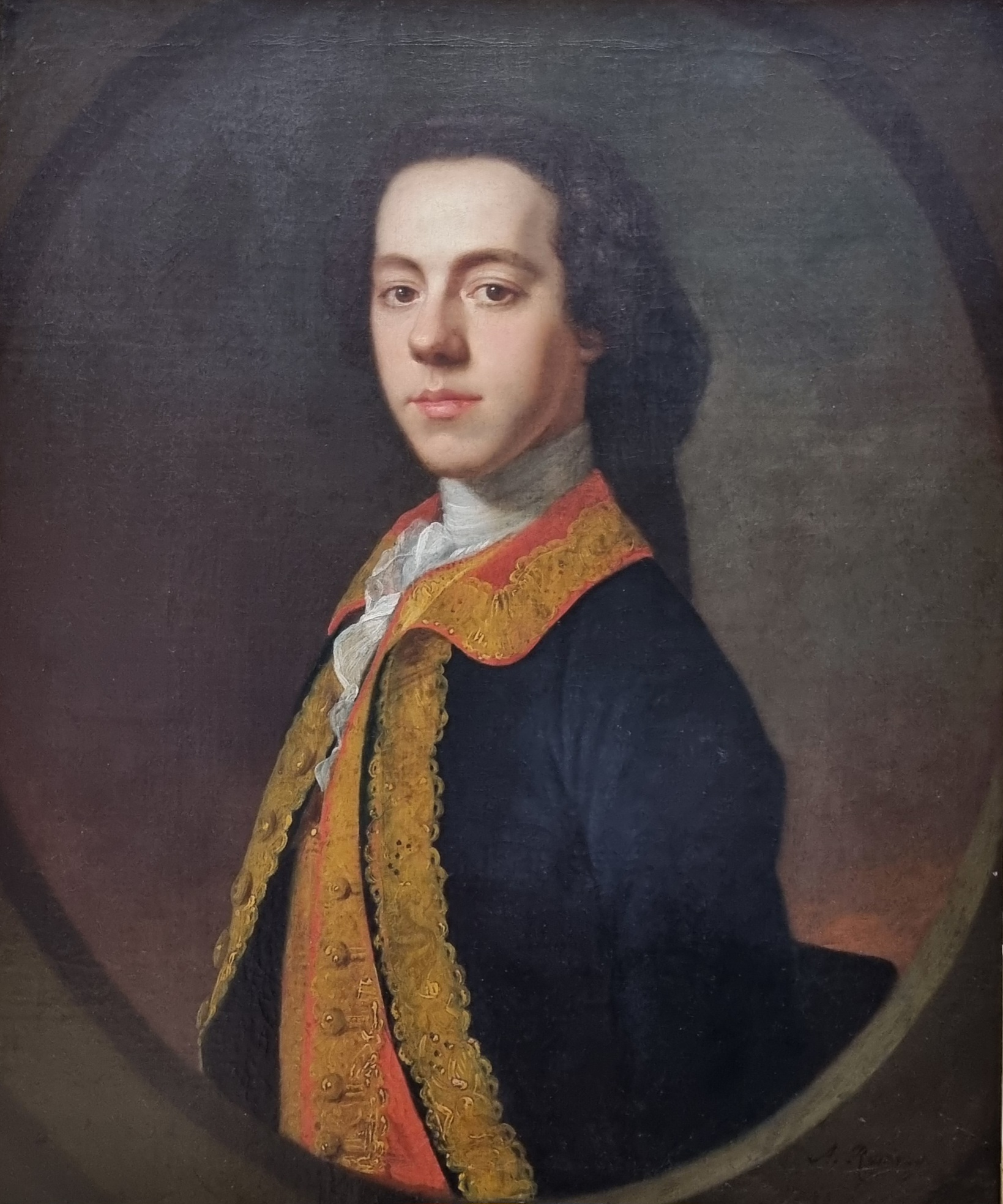
アラン・ラムゼーによる肖像画、1742年。

アレクサンダー・マレー・オブ・エリバンク（英語: Alexander Murray of Elibank、1712年12月9日 - 1778年2月27日）は第4代エリバンク卿アレクサンダー・マレーとエリザベス・スターリングの四男、第5代エリバンク卿パトリック・マレーの弟。ホレス・ウォルポールによると、アレクサンダー・マレーとその兄弟たちは「活動的なジャコバイトで、もし僭称者が成功していたら、多くの証人が彼らの熱狂さを証明できるだろう。一方で慎重であり、政府は実際に反逆となる行為を証明できる証人を見つけられない」という。

## 初期の経歴
1737年8月11日、第26キャメロニアン歩兵連隊に入隊、後に中尉に昇進した。政略結婚により毎年3,000ポンドの収入を得て、チャールズ・エドワード・ステュアートが資金不足に陥ったときに高利で数百ポンドを貸すことができた。またこれによりチャールズの信任を得た。しかし、エリバンクは1745年ジャコバイト蜂起には参加しなかった。
1751年1月の補欠選挙において、マレーは野党の候補第2代準男爵サー・ジョージ・ヴァンデプットを支持したが、彼は選挙活動中に「犬を叩き落とす勇気のある者はいないのか？」（Will no one have courage enough to knock the dog down?）と暗に集団暴動を煽動する発言を叫んだとされる。2月、マレーはその発言を理由に庶民院に喚問され、ニューゲート監獄に投獄された。庶民院で判決宣告を受けるときにひざまずくよう命じられたが、マレーは「私は神にしか跪かない」として拒否したという。これにより庶民院への侮辱罪で2か月間ニューゲート監獄に投獄され、4月27日に再び庶民院で裁判を受けたときも釈放を拒否されたため、5月に人身保護令状を求めようとしたがそれも拒否され、やがて議会の停会により6月25日に釈放された。マレーは釈放されると、すぐに馬車でコヴェント・ガーデンのヘンリエッタ・ストリートに連れていかれ、そこで「マレーと自由」（Murray and Liberty）という幕をもった群衆によって歓迎された。

## エリバンク陰謀事件
1751年から1752年にかけて、マレーは後に「エリバンク陰謀事件」（Elibank Plot）と呼ばれるジャコバイト陰謀に関与した。計画では1752年11月10日に国王ジョージ2世ら王家を拉致してテムズ川上のボートでフランス王国に連行する予定であり、具体的にはセント・ジェームズ宮殿の歩哨システムを調べ上げた上で（ばらばらの建物に宿泊する）200から300人が11月10日の夜にウェストミンスターの指定地点に集まり、宮殿を奪取して、ロンドン塔のゲートを開いて、守衛を倒して、王家をフランスに連行する、というものだった。マレーはさらに王家を毒殺するよう進言したが、チャールズはそれを拒否した。しかし、計画の参加者が成功を悲観視した結果、マレーは計画の延期を宣言、パリでチャールズにそれを知らせた。

## その後
以降の20年間国外追放されたままで過ごし、1771年4月に帰国を許された。1759年、ジェームズ・フランシス・エドワード・ステュアートによりウェストミンスター伯爵に叙された。1777年、未婚のままバッキンガムシャーのタップロウで死去した。

## 関連図書
- Charles Petrie, ‘The Elibank plot, 1752–53’, Transactions of the Royal Historical Society, 4th series, 14 (1931), pp. 175–196.